# 세계 고양이 회의
세계 고양이 회의(World Cat Congress, WCC)는 고양이 관련 단체들 중 가장 큰 연맹과 협회의 국제 연합이다.

## 목적
WCC의 목적은 세계의 다양한 고양이 협회들 간의 상호 관심사에 대한 더 나은 이해와 협력을 증진시키는 것이다. 이후 정기 회의가 열렸고 1999년에는 선언문이 작성되었고 2001년에는 규정이 합의되었다.
WCC는 고양이 관련 조직 간 국제 협력의 중요성을 강조하고, 사육자에서 애완동물 주인까지 모든 고양이 애호가들에게 영향을 미치는 동물 문제, 품종 발표, 고양이 등록, 고양이 복지 등과 같은 주제를 논의한다.

## 역사
1994년 이탈리아의 고양이 단체인 이탈리아 국립 고양이 협회(ANFI)는 고양이 단체 회의를 개최하였고, 이 회의를 세계 고양이 단체 대표들 간의 회의가 열렸다. 이것이 세계 고양이 회의의 시작점이 되었다.

## WCC의 회원 단체
- ACF
- CFA
- CCC of A
- FIFe
- GCCF
- NZCF
- SACC
- TICA
- WCF[1]